# Ottavio Celestino
(Ottavio Celestino)
Ottavio Celestino (Roma, 21 giugno 1958) è un fotografo italiano.

## Biografia
Celestino inizia la sua carriera fotografica a 27 anni nel campo del reportage con esposizioni e pubblicazioni per diverse testate giornalistiche. La pubblicità è sempre stata il suo terreno principale, anche se ha mantenuto un'attenzione particolare ad aspetti socio-geografici, con incursioni nel campo della moda e soprattutto della ritrattistica. Collabora con le maggiori agenzie pubblicitarie di Roma, Milano e Firenze per la realizzazione di campagne pubblicitarie a diffusione nazionale e internazionale. Ha realizzato scatti di campagna per aziende come BNL, Bulgari, Martini, Fox, Enel, Invitalia, Telecom, Lottomatica, Renault, Poste. Dal 2000 il suo "studio-atelier" si trova all'interno dello storico palazzo Pastificio Cerere, ex fabbrica di pasta costruita nel 1904 e dismessa nel 1960, nel cuore del quartiere di San Lorenzo a Roma. Nel 2007 realizza la performance artistico-visiva "Tributo all'artista Mark Rothko", commissionata dal Comune di Roma e dall'Ente Eur presso il Palazzo della Civiltà Italiana in occasione della Notte Bianca del Comune di Roma. Nel 2011 fonda, insieme a Flavio Misciattelli, Spazio Cerere, centro polifunzionale creato al piano terra dell'ex Pastificio Cerere per ospitare esposizioni, shooting fotografici ed eventi di moda. Nel 2012 viene selezionato tra i 200 BEST AD PHOTOGRAPHERS WORLD WIDE da Lüzers's Archive e nello stesso anno riceve la commissione dalla Presidenza del Consiglio dei Ministri per il progetto "Luoghi della Memoria", relativo agli scatti fotografici di monumenti e immobili di architettura in occasione degli interventi connessi alle Celebrazioni del 150º Anniversario dell'Unità d'Italia.
È docente presso l'ISFCI - Istituto Superiore di Fotografia e Comunicazione Integrata di Roma e membro dell'ART DIRECTOR CLUB ITALIA.

## Mostre personali e collettive
- Polaroid, mostra collettiva c/o ISFCI, Istituto Superiore di Fotografia e Comunicazione Integrata, Roma, 1998.
- Species, mostra c/o Palazzo Chigi, Siena, 2003.
- Genesi del Percorso Amoroso, mostra in occasione dell'esposizione personale di Giuseppe Gallo c/o Galleria Civica d'Arte Moderna, Spoleto, 2004.
- Residenti[Note 7], mostra collettiva c/o Fondazione Pastificio Cerere, a cura di Flavio Misciattelli, Roma, 2005.
- FRACTOR, mostra c/o Galleria Santa Cecilia, Roma, 2005.
- 46 SCENES OF PRATO[Note 8], mostra c/o Officina giovani, Prato, 2005.
- 11 Storie, Pastificio Cerere andata e ritorno[Note 9], a cura di Lorenzo Benedetti c/o Fondazione Pastificio Cerere, Roma, 2007.
- Stranecreature[Note 10]. Ritratti fotografici, mostra c/o Palazzo Vestri, Prato, 2007.
- Men Art Work, mostra c/o Ex Magazzini Generali, Sala Caravaggio, Roma, 2008.
- Grasweg, progetto in collaborazione con l'artista Pietro Ruffo[Note 11] c/o Centro per l'arte contemporanea Luigi Pecci, Prato, 2008.
- AB OVO All'origine della forma, a partire da un'idea di Claudio Abate, collettiva a cura di Fabio Alivernini e Alessandra Caponi, c/o Scuderie Aldobrandini, Frascati(RM), 2009.
- The Tribute, collettiva con Claudio Abate e Adolfo Fiorenza c/o Doozo, Roma, 2009.
- Nature Meccaniche[Note 12], a cura di Beatrice Bertini c/o Galleria Ex Elettrofonica, Roma, 2011.
- Scintille. Giuseppe Gallo interpreta le fotografie di Ottavio Celestino[Note 13], c/o Spazio Fontana, Palazzo delle Esposizioni, (RM), 2012.
- Grasweg, mostra con Pietro Ruffo c/o Istituto Italiano di Cultura di Strasburgo, 2012.
- Radix. Ottavio Celestino celebra i ‘90 anni di SAID[Note 14], esposizione site specific c/o SAID, l'Antica Fabbrica del Cioccolato, sedi di Roma e Londra, 2013.
- ARENA. Evoluzione, conflitti e gioco del linguaggio. Progetto realizzato con Maurizio Savini e Riikka Vainio[Note 15], performance c/o MAAM di Roma, 2013.

## Opere nei musei
- Museo Benaki, Atene con l'opera: Alta esposizione, New York, (2008).
- Centro per l'arte contemporanea Luigi Pecci, Prato, con i ritratti fotografici di Stranecreature, (2007).
- Museo Roberto Bilotti Ruggi D'Aragona, Rende (Cosenza): Radix #2; Radix #3; Radix#4; Radix#5, (2013).

## Libri, monografie e cataloghi
- Paul Balta, Catherine Dana, Régine Dhoquois-Cohen, La Méditerranéè des Juifs. Exodes et enracinements", L'Harmattan, Parigi, 2003 - ISBN 978-2-7475-5375-9.
- Lurzer's Archive Special Edition, 200 Best Ad Photographers worldwide 12/13, Lurzer GmbH, Salisburgo, 2012, pp 208 - 209. ISBN 978-3-902393-16-6.
- O.Celestino, Species, edito da Podere Forte, 2002.
- O.Celestino, 46 Scenes of Prato, Edizioni BJBB, 2005.
- O.Celestino, 11 Storie. Pastificio Cerere andata e ritorno, Carlo Cambi Editore, Poggibonsi, 2007.
- O.Celestino, Men Art Work, Edizioni Nutrimenti, 2008.
- O.Celestino, Stranecreature, Edito da Cambi Editore, 2008.
- O.Celestino, Nature Meccaniche, testi di Diego Mormorio, edito da Cambi Editore, 2011.
- O.Celestino, Ossigeno, a cura di Humus Design, Edizioni Plein Air, 2011.